# Diocese de Bayeux e Lisieux
A Diocese de Bayeux e Lisieux (em francês:  Diocèse de Bayeux-Lisieux; em latim: Dioecesis Baiocensis-Lexoviensis) é uma circunscrição eclesiástica francesa católica de rito latino, localizada na cidade de Bayeux. A diocese é coextensiva com o departamento de Calvados, e é sufragânea da Arquidiocese de Ruão, também na Normandia.
No momento da Concordata de 1802, a antiga Diocese de Lisieux foi unida à de Bayeux. Um breve pontifício, em 1854, autorizou o Bispo de Bayeux a chamar-se Bispo de Bayeux e Lisieux. Sua sede é a Catedral de Bayeux.

## História

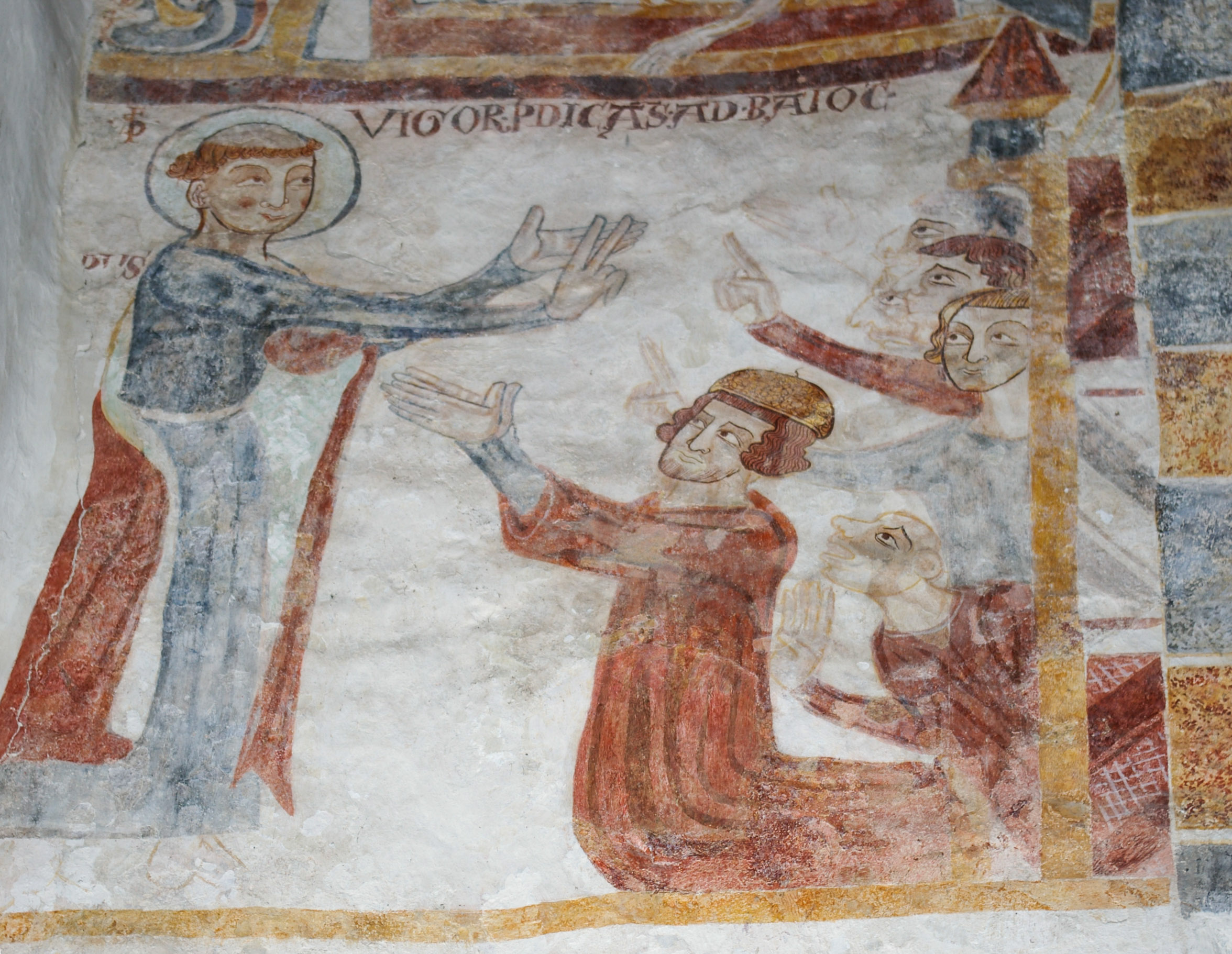
São Vigor foi bispo de Bayeux durante o século VI.

Uma lenda local, encontrada nos breviários do século XV, citam São Exupério, primeiro Bispo de Bayeux, discípulo imediato de São Clemente, e sua Sé uma fundação do I; a mesma lenda conta que São Regnoberto foi o sucessor de São Exupério, mas os Bolandistas e M. Jules Lair encontraram pouco fundamento para esta lenda; foi apenas em meados do século IV que São Exupério fundou a Sé de Bayeux; depois dele, o sacerdote São Reverendo trabalhou para difundir o cristianismo nestas localidades.
Alguns sucessores de São Exupério tornaram-se santos: Rufiniano; Lupo (cerca de 465); Vigor (início do século VI), que destruiu um templo pagão, então ainda frequentado; Regnoberto (cerca de 629), que fundou muitas igrejas, e quem a lenda, devido a um anacronismo, foi feito pela primeira vez sucessor de Exupério; e Hugues (morto em 730), simultaneamente bispos de duas outras dioceses, Paris e Ruão.
Outro bispo de Bayeux, Odo de Conteville (1050-1097), irmão de Guilherme, o Conquistador, que construiu a catedral, esteve presente na Batalha de Hastings, intrigado pela tiara papal sobre a morte de Gregório VII (1085), e morreu um cruzado na Sicília; Cardinal Trivulce (1531-1548), legado papal na Campanha Romana durante o cerco e pilhagem de Roma, pelo Condestável de Bourbon; Arnaud cardeal d'Ossat (1602-1604), um diplomata ilustre proeminentemente identificado com a conversão de Henrique IV de França. Claude Fauchet, que depois de ter sido pregador no tribunal de Luís XVI, tornou-se um dos "conquistadores" da Bastilha, foi escolhido Bispo Constitucional de Bayeux em 1791, e foi decapitado 31 de outubro de 1793. Léon-Adolphe Amette, Arcebispo de Paris foi, até 1905, Bispo de Bayeux.
Na Idade Média Bayeux e a vizinha Lisieux (que mais tarde foram fundidas) foram dioceses muito importantes. O Bispo de Bayeux foi sênior entre os bispos normandos, e o capítulo era uma das mais ricas da França. A Sé de Lisieux manteve o Collège de Lisieux em Paris para estudantes pobres da diocese. Conselhos importantes foram realizados dentro desta diocese, em Caen, em 1042 e 1061; neste último foi proclamado "a Trégua de Deus". Os estatutos de um sínodo realizado em Bayeux por volta de 1300, fornecem uma ideia muito clara da disciplina do tempo.
Entre os mosteiros da diocese de Bayeux devem ser mencionadas as de Santo Estêvão (Abbaye-aux-Hommes) e da Trindade (Abbaye-aux-Dames), ambas fundadas em Caen por Guilherme, o Conquistador (1029-1087) e sua esposa Matilda, em expiação do seu casamento ilegal. A primeira destas abadias foi governada pelo célebre Lanfranco, depois Arcebispo da Cantuária. Outros mosteiros foram os de Troarn da qual Durando, o adversário bem sucedido de Berengário, foi abade no século XI, e a Abbaye du Val, da qual Rancé era abade, em 1661, antes de sua reforma da Abadia La Trappe. A Abadia de São Evroul (Ebrulfo) na diocese de Lisieux, fundada por volta de 560 por São Evroul, um nativo de Bayeux, é famosa como a casa de Orderico Vital, o cronista (1075-1141).
São João Eudes fundou em 1641 em Caen a congregação de Notre Dame de Charité du Refuge, que é dedicada à proteção de meninas e incluiu 33 mosteiros na França e em outros lugares em 1900. No Tilly, na diocese de Bayeux, Michel Vingtras estabeleceu, em 1839, a sociedade político-religiosa conhecida como La Miséricorde, em conexão com os sobreviventes do La Petite Eglise, que foi condenado em 1843 por Gregório XVI. Pierre Daniel Huet (1630-1721), sábio e bispo de Avranches, era um nativo de Caen.
Com Lyon, Bayeux foi uma das dioceses francesas que não abandonaram o seu rito "galicano" em favor do uso romano nos anos seguintes ao Concílio Vaticano I (1870).

## Lista de bispos de Bayeux e Lisieux
- Louis-François Robin, (primeiro bispo de Bayeux e Lisieux) (1855);
- Charles-Nicolas-Pierre Didiot (1856-1866);
- Flavien-Abel-Antoine Hugonin (1867-1898);
- Léon-Adolphe Amette, cardeal (1898-1906);
- Thomas-Paul-Henri Lemonnier (1906-1927);
- Emmanuel Célestin Suhard, cardeal (1928-1931);
- François-Marie Picaud (1931-1954);
- André Jacquemin (1954-1969);
- Jean Badré (1969-1988);
- Guy Gaucher, bispo auxiliar (1987-2005);
- Pierre Pican (1988-2010);
- Jean-Claude Boulanger (2010-2020);
- Jacques Habert (desde 2020)